# Close (filme)
Close é um filme de ação e suspense de 2019, dirigido por Vicky Jewson e estrelado por Noomi Rapace. A personagem de Rapace é baseada em Jacquie Davis, uma das principais guarda-costas do mundo, cujos clientes incluem J. K. Rowling, Nicole Kidman e membros da família real britânica. O filme foi lançado em 18 de janeiro de 2019, pela Netflix.

## Elenco
- Noomi Rapace como Sam Carlson, uma oficial de proteção (CPO) designado para proteger Zoe
- Sophie Nélisse como Zoe Tanner, herdeira da Hassine Mining e enteada de Rima
- Eoin Macken como Conall Sinclair, superior e amigo de Sam
- Indira Varma como Rima Hassine, CEO da Hassine Mining e madrasta de Zoe.
- Akin Gazi como Alik, chefe de segurança da Hassine Mining
- Mansour Badri como Damari, um oficial corrupto da Polícia Nacional de Marrocos
- Abdesslam Bouhssini como Zuberi, um detetive da Polícia Nacional de Marrocos que trabalha para Rima
- George Georgiou como Nabil, o líder de um grupo de mercenários
- Kevin Shen como Watt Li, vice-presidente executivo da Sikong Mining
- Mimi Keene como Claire

## Produção
A fase principal da fotografia começou em agosto de 2017 e as filmagens ocorreram em Pinewood e em Londres, Casablanca e Marraquexe. O filme foi pré-vendido pela Westend Films para 11 territórios na fase de roteiro em 2017. Em 2018, a Netflix adquiriu os direitos de distribuição do filme.

## Lançamento
O trailer foi lançado em 3 de janeiro de 2019 e o filme em 18 de janeiro de 2019, pela Netflix.